# چاه‌قد
چاه‌قد روستایی از توابع بخش آبدان شهرستان دیر استان بوشهر در جنوب ایران.

## جمعیت
این روستا در دهستان آبدان قرار دارد. در سرشماری رسمی سال ۱۳۹۰ جمعیت آن ۱۲۱ نفر (۲۸ خانوار) بوده و در سرشماری سال ۱۳۹۵ جمعیت آن ۱۵۵ نفر (۴۱ خانوار) می‌باشد.